# شارع فانو

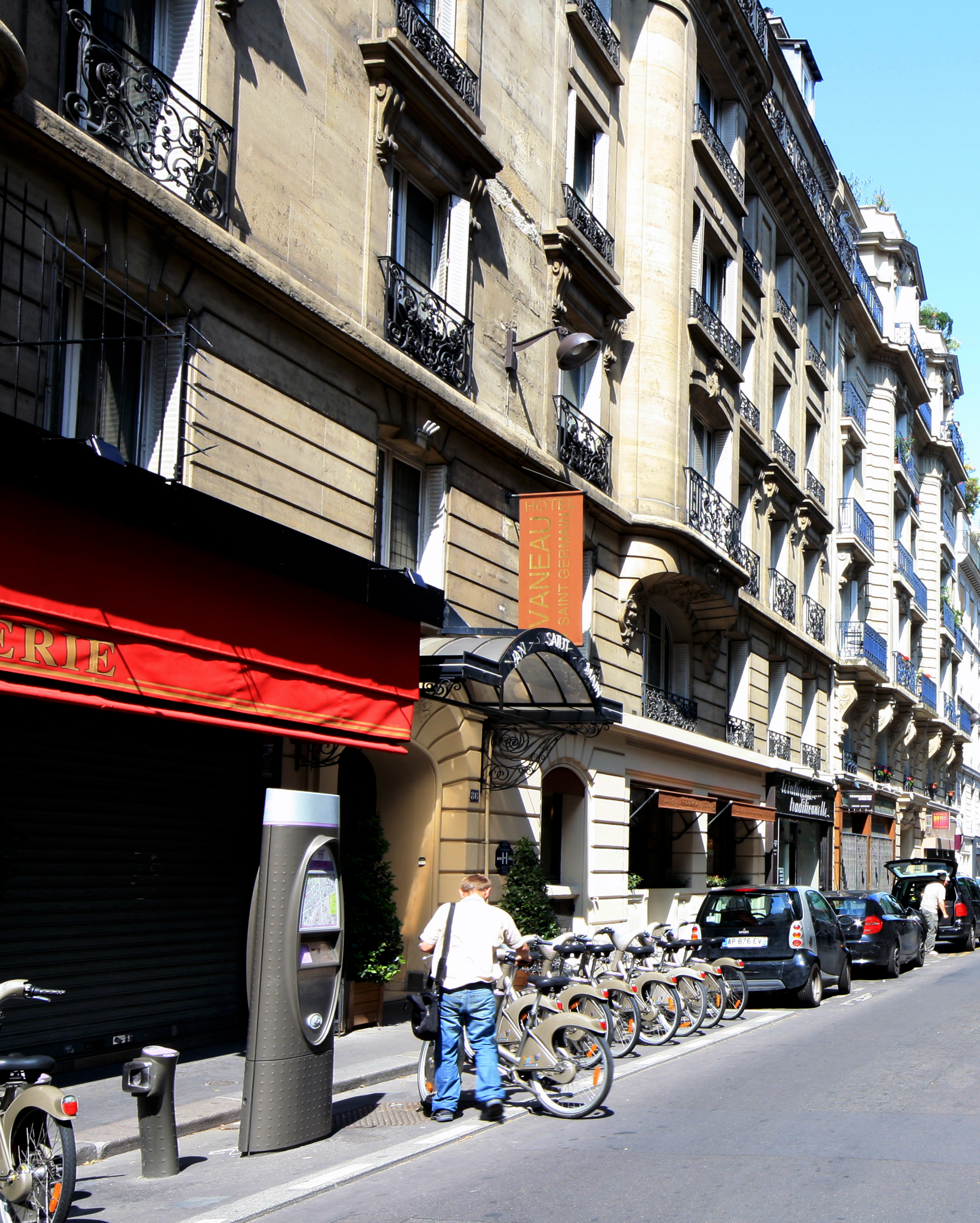
شارع فانو

شارع فانو هو شارع في الدائرة السابعة في باريس بفرنسا، سميت باسم لويس
فانو (1830-1811)، وهو طالب في مدرسة بوليتشنيك، الذي قتل أثناء شحن
كاسرن دي بابيلون (ثكنات) خلال ثورة يوليو 1830 وهو قريب من الإقامة الشخصية لرئيس وزراء فرنسا بشارع دو فارين، عاش كارل ماركس في هذا الشارع عندما كان
في باريس بين 1843 و1845، يتواجد في الشارع فنادق وشقق ومتاجر.